# Толличет, Маргарет
Маргарет Толличет (англ. Margaret Tallichet, 13 марта 1914 — 3 мая 1991) — американская актриса.

## Биография

### Ранние годы
Маргарет Толичет родилась 13 марта 1914 года в Далласе в семье Дэвида Толличета. У неё был младший брат, тоже Дэвид.

### Карьера актрисы
Впервые Маргарет появилась на экране в эпизоде фильма  «Звезда родилась» (1937), главные роли в котором исполняли Джанет Гейнор и Фредрик Марч. Также небольшая роль была у неё в картине «Пленник Зенды», повествующей о том как тяжело быть родственником королевских кровей. На съёмках она встречала таких знаменитостей как Дуглас Фэрбенкс-младший, Мэри Астор, Дэвид Нивен.
В «Отчаянном приключении» у Маргарет была уже одна из главных ролей. А 30 сентября 1938 года состоялась премьера ещё одного фильма с участием Толличет — «Школа для девочек». Она ещё мелькнула в нескольких кадрах вестерна «Встань и борись!» и  исчезла на год с экрана. В 1940 году Маргарет Толличет сыграла Джейн драме «Незнакомец на третьем этаже», где её партнёрами по фильму стали Джон МакГуайр и Питер Лорре. В сентябре этого же года она вышла на бродвейскую сцену театра «Guild Theatre» в спектакле «Every Man for Himself».
В 1941 году в комедии «Всё началось с Евы» она сыграла Глорию Пеннингтон , невесту главного героя, который привёз её познакомить с умирающим отцом. Но, по иронии судьбы, когда прибежали звать Глорию к умирающему, её не оказалось в гостиничном номере. И под её именем с отцом познакомили совершенно другую девушку (Дина Дурбин).
Фильм «Дьявол платит полностью» стал последним в карьере актрисы. После рождения второго ребёнка Маргарет прекратила сниматься и посвятила себя семье.
В 1986 году она снялась в документальном фильме о своём муже («Режиссёр Уильям Уайлер»).

### Личная жизнь
23 октября 1938 года Маргарет Толличет вступила в брак с Уильямом Уайлером, известным голливудским режиссёром. Уайлер был старше на двенадцать лет и за два года до того развёлся с Маргарет Саллаван. 
Союз Маргарет Толличет и Уильяма Уайлера оказался удачным и продолжался до самой его смерти  27 июля 1981 года. Через девять месяцев и два дня после свадьбы родился их первенец — дочь Кэтрин. Вскоре у малышки появилось ещё два брата и две сестры — Джуди, Уильям-младший, Мелани и Дэвид. После рождения второго ребёнка Маргарет перестала сниматься и посвятила себя семье.
Умерла Маргарет Толличет 3 мая 1991, через десять лет после смерти супруга. Ей было 77 лет.

## Фильмография
- Звезда родилась (1937) — Марион (в титрах не указана)
- Пленник Зенды (1937)
- Отчаянное приключение (1938) — Бетти
- Школа для девочек (1938) — Гвенни
- Встань и борись! (1939) — (в титрах не указана)
- Незнакомец на третьем этаже (1940) — Джейн
- Всё началось с Евы (1941) — Глория Пеннингтон
- Дьявол платит полностью (1941) — Джоан Миллард
- Режиссёр Уильям Уайлер (1986) — играет саму себя

## Интересные факты
- Маргарет Толличет пробовалась на роль Скарлетт О’Хары в фильме «Унесённые ветром».